# American IV: The Man Comes Around
American IV: The Man Comes Around — 87-й студийный альбом кантри-исполнителя Джонни Кэша, изданный в 2002 году. Четвёртый альбом серии American Recordings, получившей своё название от одноимённого лейбла звукозаписи, и последний альбом музыканта, изданный при его жизни. American IV: The Man Comes Around получил несколько премий Грэмми, а также статус «золотого» и, впоследствии, «платинового».

## Об альбоме
Альбом почти полностью посвящён каверам, которые музыкант, к сожалению, уже не мог записывать самостоятельно. Своим вокалом его поддерживают Ник Кейв, Фиона Эппл и Дон Хенли, а гитарой — Джон Фрушанте из Red Hot Chili Peppers и Майк Кэмпбелл из Tom Petty and the Heartbreakers. За исполнение «Give My Love To Rose» Джонни получил Грэмми в номинации «лучшее мужское кантри исполнение», а за видео на песню «Hurt» — Грэмми за «лучшее короткое музыкальное видео». Автору «Hurt» Тренту Резнору идея Кэша сделать кавер на эту песню поначалу показалась бесполезной, хоть он и был польщён вниманием такого легендарного музыканта. Однако, услышав готовую версию Кэша, Резнор был глубоко ею тронут и признал, что «Hurt» Джонни превосходит его собственный по красоте и значимости. Среди прочих песен следует отметить «Personal Jesus» группы Depeche Mode и «In My Life» The Beatles. American IV стал первым за последние тридцать лет альбомом Кэша (если не считать сборники лучших хитов), получившим статус «золотого», а после — «платинового» по системе RIAA (24 апреля и 21 ноября соответственно). Альбом является последней прижизненной работой Джонни Кэша, умершего 12 сентября 2003 года от диабета. Своим наследием музыкант оставил ещё два альбома серии American Recordings.

## Список композиций
| #   | Название                            | Продолжительность | Автор(ы)                   | Изначально записана                                                              |
| --- | ----------------------------------- | ----------------- | -------------------------- | -------------------------------------------------------------------------------- |
| 1.  | The Man Comes Around                | 4:26              | Джонни Кэш                 |                                                                                  |
| 2.  | Hurt                                | 3:38              | Трент Резнор               | Группой Nine Inch Nails в альбоме The Downward Spiral (1994)                     |
| 3.  | Give My Love to Rose                | 3:28              | Джонни Кэш                 | Кэшем в альбоме Sings Hank Williams (1960), позднее — на At Folsom Prison (1968) |
| 4.  | Bridge Over Troubled Water          | 3:55              | Пол Саймон                 | Дуэтом Simon and Garfunkel в альбоме Bridge over Troubled Water (1970)           |
| 5.  | I Hung My Head                      | 3:53              | Стинг                      | Стингом в альбоме Mercury Falling (1996)                                         |
| 6.  | The First Time Ever I Saw Your Face | 3:42              | Эван МакКолл               | Робертой Флэк (1972)                                                             |
| 7.  | Personal Jesus                      | 3:20              | Мартин Гор                 | Группой Depeche Mode в альбоме Violator (1990)                                   |
| 8.  | In My Life                          | 2:57              | Джон Леннон, Пол Маккартни | Группой The Beatles в альбоме Rubber Soul (1965)                                 |
| 9.  | Sam Hall                            | 2:40              | Текс Риттер                | Кэшем в альбоме Sings the Ballads of the True West (1965)                        |
| 10. | Danny Boy                           | 3:19              | Фрэдерик Уотерли           | Кэшем в альбоме Orange Blossom Special (1965) (написана в 1910)                  |
| 11. | Desperado                           | 3:13              | Гленн Фрэй, Дон Хенли      | Группой Eagles на одноимённом альбоме (1973)                                     |
| 12. | I’m So Lonesome I Could Cry         | 3:03              | Хэнк Уильямс               | Кэшем в альбоме Now, There Was a Song! (1972)                                    |
| 13. | Tear Stained Letter                 | 3:41              | Джонни Кэш                 | Кэшем в альбоме A Thing Called Love (1972)                                       |
| 14. | Streets of Laredo                   | 3:33              | Народная                   | Кэшем в альбоме Sings the Ballads of the True West (1965)                        |
| 15. | We’ll Meet Again                    | 2:58              | Хагхи Чарльз, Росс Паркер  | Верой Линн (1939)                                                                |

## Чарты
| Чарт (2002—2004)                         | Высшая позиция |
| ---------------------------------------- | -------------- |
| США (Billboard 200)                      | 22             |
| США (Billboard Top Country Albums)       | 2              |
| Австрия (Ö3 Austria)                     | 25             |
| Канада (Canadian Albums, Billboard)      | 28             |
| Дания (Hitlisten)                        | 19             |
| Нидерланды (Album Top 100)               | 59             |
| Финляндия (Suomen virallinen lista)      | 17             |
| Франция (SNEP)                           | 137            |
| Германия (Offizielle Top 100)            | 18             |
| Норвегия (VG-lista)                      | 4              |
| Шотландия (Scottish Albums Chart)        | 31             |
| Швеция (Sverigetopplistan)               | 21             |
| Швейцария (Schweizer Hitparade)          | 40             |
| Великобритания (UK Albums Chart)         | 40             |
| Великобритания (UK Country Albums Chart) | 1              |

| Чарт (2002)                                | Позиция |
| ------------------------------------------ | ------- |
| Канада (Country Albums, Nielsen SoundScan) | 62      |
| Чарт (2003)                                | Позиция |
| США (Billboard 200)                        | 94      |
| США (Top Country Albums, Billboard)        | 11      |
| Чарт (2004)                                | Позиция |
| США (Top Country Albums, Billboard)        | 31      |

## Сертификации
| Регион | Сертификация | Продажи    |
| --- | ------------ | ---------- |
| Канада (Music Canada) | Платиновый   | 100 000^   |
| Германия (BVMI) | Платиновый   | 300 000^   |
| Швеция (GLF) | Золотой      | 30 000^    |
| Великобритания (BPI) | Платиновый   | 300 000*   |
| США (RIAA) | Платиновый   | 1,600,000  |
| Итого |              |            |
| Европа (IFPI) | Платиновый   | 1 000 000* |
| * Данные о продажах приведены только на основе сертификации. ^ Данные о тиражах приведены только на основе сертификации. |              |            |